# Orny Adams
Orny Adams (nacido Adam Jason Orenstein; 10 de noviembre de 1970) es un actor, escritor de la comedia y el cómico stand-up, más conocido por su papel como entrenador Bobby Finstock para la serie de MTV Teen Wolf.

## Vida
Adams es de Lexington, Massachusetts. Se crio como en la religión Judaísmo conservador en el hogar y los veranos los pasaba en el campamento Tel Noar en los alrededores de New Hampshire. Tiene dos hermanas. En el año 2018 Adams visitó por primera vez Israel con su familia

## Carrera
Se graduó de la Escuela Secundaria Lexington en 1989, luego obtuvo una licenciatura de la Universidad de Emory en 1993, con especialización en ciencias políticas y filosofía. Adams ha hecho apariciones en The Tonight Show con Jay Leno. Él aparece en el documental de 2002, Cómico, protagonizada por Jerry Seinfeld. Adams 'DVD comedia / CD, Camino de la mayoría de la resistencia, fue lanzado el 10 de noviembre de 2006. El 29 de octubre de 2010, la comedia de una hora de Adams especial, Orny Adams El Tercer estrenada en el canal Comedy Central. En 2007 CBS Television Distribution y Yahoo! anunciaron un acuerdo de desarrollo con la productora de Ashton Kutcher Katalyst para el tubo, que debía haber sido acogido por Adams y contó con vídeos virales, sketches cómicos y dibujos. En 2011, Adams fue elegido como entrenador Bobby Finstock para la serie de MTV adolescente Wolf. Él retrató el carácter secundario hasta la estación 5, cuando se anunció que no sería volver a la serie para centrarse más en su comedia, pero volvió en los últimos diez episodios de la temporada 5.